# Устнено-заднонебна съгласна
Устнено-заднонебните съгласни (или лабиовеларни) представляват двойно учленени съгласни звукове на речта, чието място на създаване е едновременно при устните и задното меко небце (например [k͡p]).

## Същински двойно учленени устнено-заднонебни
Съгласните, плод на истинско двойно учленение (а не на допълнително съучленение), налични в много от езиците на Западна и Централна Африка, са в изобилие. Такъв пример е името на бившия президент на Брега на слоновата кост (Кот д'Ивоар), Лоран Гбагбо. Езиците на Централен Судан, поречията на Нигер и Конго, както и в източните части на Нова Гвинея, изобилстват от подобни двойно учленени звукове като [k͡p, ɡ͡b, ŋ͡m]. За тяхното учленение (артикулация), трябва да се произнесе заднонебната съгласна, като след това устните бъдат затворени, за да се учлени и двубърнената такава. Въпреки че огромна част от оклузията се припокрива, озвучаването на заднонебната половина се получава малко преди тази на двубърнената.
Езикът йели дние (Папуа Нова Гвинея) притежава както устнено-заднонебни, така и устнено-задвенечни съгласни.
| МФА | Описание                                        | Пример     | Пример    | Пример     | Пример         |
| МФА | Описание                                        | Език       | Изписване | МФА (звук) | Значение       |
| --- | ----------------------------------------------- | ---------- | --------- | ---------- | -------------- |
| k͡p  | беззвучна устнено-заднонебна преградна съгласна | логба      | ò-kpàyɔ̀   | [ò-k͡pàjɔ̀]  | „Бог“          |
| ɡ͡b  | звучна устнено-заднонебна преградна съгласна    | еве        | Ewegbe    | [ɛβɛɡ͡be]   | „евският език“ |
| ŋ͡m  | устнено-заднонебна носова съгласна              | виетнамски | cung      | [kuŋ͡m]     | „сектор“       |

## Двойно учленени устнено-заднонебни съгласни с приблизително озвучение и/или съучленение
Някои езици, особено в Папуа Нова Гвинея и Вануату, съчетават устнено-заднонебните съгласни с лабиализация (устено-заднонебен приблизителен начин на учленение): [k͡pʷ], [ŋ͡mʷ]. Мъртвият език волоу е притежавал предпоставено-назализирана устнено-заднонебна преградна съгласна с приблизително озвучение (лабиализация) [ᵑ͡ᵐɡ͡bʷ]
| МФА   | Описание                                                                                | Пример    | Пример    | Пример         | Пример   |
| МФА   | Описание                                                                                | Език      | Изписване | МФА (звук)     | Значение |
| ----- | --------------------------------------------------------------------------------------- | --------- | --------- | -------------- | -------- |
| k͡pʷ   | беззвучна устнено-заднонебна преградна съгласна с лабиализация (до приблизителна съгл.) | дориг     | rqa       | [rk͡pʷa]        | „жена“   |
| ŋ͡mʷ   | устнено-заднонебна носова съгласна с лабиализация                                       | муесенски | ēm̄        | [ɪŋ͡mʷ]         | „къща“   |
| ᵑ͡ᵐɡ͡bʷ | предпоставено-назализирана звучна устнено-заднонебна преградна съгласна с лабиализация  | волоу     | n-leq̄evēn | [nlɛᵑᵐɡ͡bʷɛβɪn] | „жена“   |

## Други случаи
Устнено-заднонебните преградни съгласни могат да се проявят и като изтласкващи [k͡pʼ] или имплозивни [ɠ͡ɓ]. Флойд (1981 г.) отбелязва наличието и на беззвучна имплозивна съгласна [ƙ͜ƥ] в езика игбо. Вероятно съществуват и устнено-заднонебни приблизителни съгласни в езици като японския.